# Metafoor

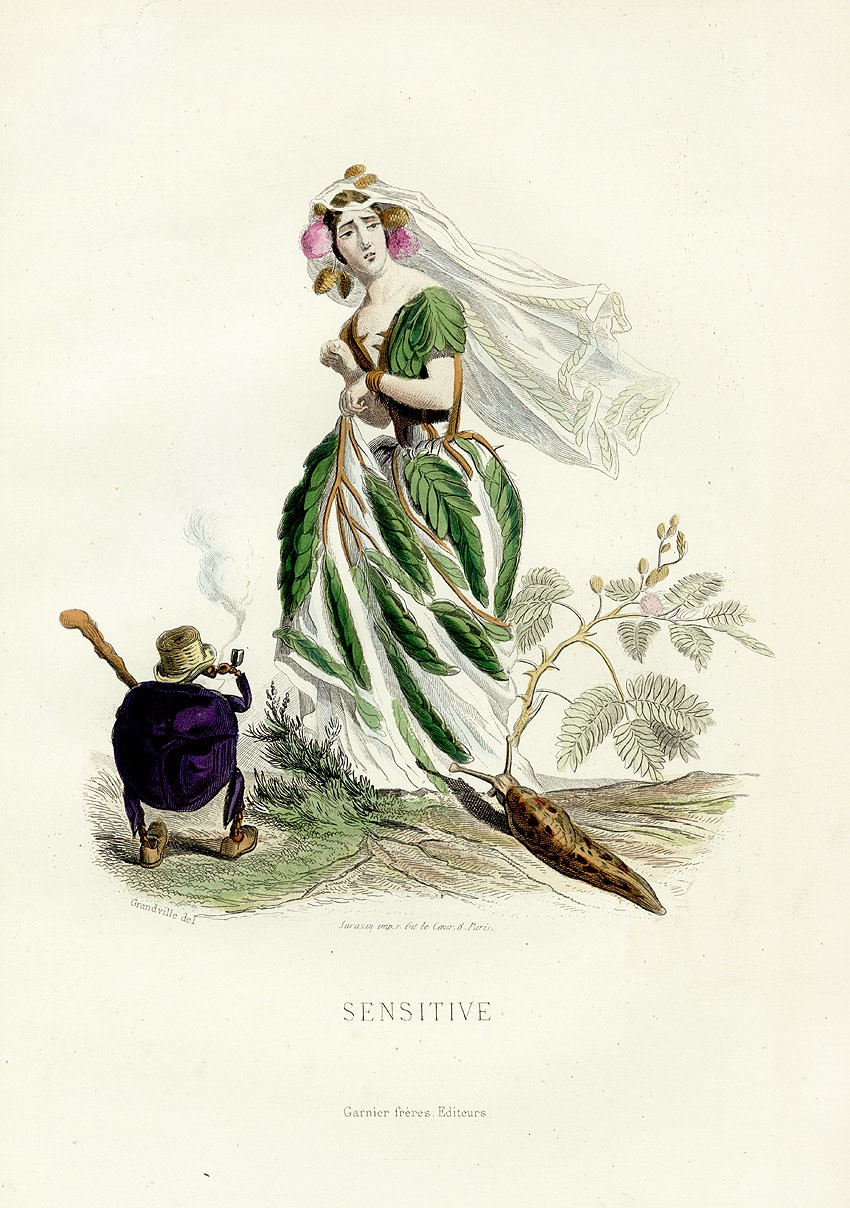
De term kruidje-roer-mij-niet wordt spreekwoordelijk gebruikt voor een lichtgeraakt, gevoelig en snel geïrriteerd persoon. Illustratie "Sensitive" uit Fleurs Animées van Grandville.

Een metafoor (uit Grieks metaphora: overdracht, namelijk van betekenis) is een vorm van beeldspraak, waarbij er sprake is van een impliciete (onuitgesproken) vergelijking. Het afgeleide bijvoeglijk naamwoord is overdrachtelijk, met als synoniem figuurlijk; het bijvoeglijk antoniem is letterlijk.

## Metafoor en metonymie, de twee hoofdvormen van beeldspraak
Beeldspraak ontstaat uit de mentale (cognitieve) behoefte een nieuw inzicht of gegeven te benoemen vanuit een overeenkomst met het reeds bekende. Bij metonymie is er een verband vanuit de (materiële) werkelijkheid, bij metaforen bestaat dit verband alleen in de menselijke geest. In beide vormen van beeldspraak wordt het oude, bekende begrip (het beeld), op het nieuwe gegeven (de referent), geprojecteerd en breidt de mens de cognitieve grip op zijn omgeving uit. In het geval van metaforen is er bij de vertaalslag vanuit het oude naar het nieuwe begrip sprake van toenemende abstractie. Andersom geformuleerd: het gebruikte beeld is bij de metafoor concreter en overzichtelijker dan het begrip waar het naar verwijst. 

Het gebruik van nieuwe metaforen leidt tot polysemie: een reeds bestaand woord, woordgroep, of hele zin, krijgt er een betekenisnuance bij.

## Afgesleten metaforen
Een van de meestgebruikte en meest afgesleten metaforische vertaalslagen uit het verleden betreft de overdrachtelijkheid van lengte/afstand naar tijdsduur: korte tijd, lang oponthoud, een afspraak verplaatsen, langdurig, kortgeleden, tijdsspanne, de tijd overbruggen, tot in lengte van dagen, zijn verblijf verlengen of de vakantie inkorten. De overeenkomst tussen lengte/afstand en tijdsduur ligt in hun beider lineair karakter. Hoewel lengte zelf reeds een abstract begrip is, het is immers niet vast te pakken, is het gebruikte beeld, lengte, anders dan het begrip tijdsduur, wel aanwijsbaar. Er is dus sprake van een toenemend abstractie-niveau in de betekenisoverdracht van lengte naar tijdsduur.
Een ander voorbeeld van toenemende abstractie bij het vormen van metaforen is het zintuiglijk voorstellen van mentale processen: 'zienswijze' voor opvatting(en), 'inzicht' voor begrip, 'gezien' voor vanwege, 'aangezien' voor omdat, 'een neus (ergens voor hebben)' voor opmerkingsgave, 'invoelbaar' voor begrijpelijk, 'gevoel' voor emotie, 'gevoelig (of doof) zijn voor argumenten' voor inschikkelijk (of koppig) zijn.

## Metaforen alsidioom
- De voorzitter ploegt door de vergadering.
- Het is hier een zwijnenstal!
- Deze schrijver is de nieuwe Couperus is een metafoor; "Ik heb Couperus gelezen" is echter een metonymie.
- Voetbal is oorlog.
- Met zo'n diploma gaan alle deuren voor je open.

## Literaire metaforen
- [...] rollen strandlopertjes als biljartballen over het laken van het water (Willem Jan Otten) ((biljart)laken: laagje zeewater langs de vloedlijn)
- ik draai een kleine revolutie af (etymologisch taalgrapje: revolutie = 'omwenteling', 'ronddraaien'; eigenlijk omgekeerde metafoor: iets abstracts (een revolutie) wordt door Lucebert voorgesteld als iets concreets, maar toch ook weer niet: een (in zijn hoofd) afgedraaide filmrol als beeld voor zijn fantasie)
- Ik hoor het zonlicht pizzicato (synesthesie; zichtbaar zonlicht, resulterend in zonnewarmte gevoeld op de huid, door Hans Andreus voorgesteld als gehoorde muziek) (pizzicato = snarenplukken i.p.v. aanstrijken van een strijkinstrument: de zon strijkt niet maar prikt)
- [...] boomgroepen, dorpen, geknotte torens (knotwilg-metafoor: voor de, meest in het buitenland verblijvende, en door Nietzsche beïnvloede, expressionist Hendrik Marsman staan de 'geknotte kerktorens' symbool voor de Nederlandse 'doe maar gewoon dan doe je gek genoeg' mentaliteit die de mensen kort houdt; uiteindelijk een personificatie)

## Analyses
Taalkundige I.A. Richards formuleerde in 1936 in zijn werk Philosophy of rhetoric de metafoor als een verhouding tussen enerzijds de onderwerpsterm topic term en anderzijds de dragerterm (vehicle term), waarbij de betekenis van de tweede term door de metafoor wordt overgedragen op de eerste. Voor de overeenkomst tussen de onderwerpsterm en de dragerterm die door de metafoor tot uitdrukking wordt gebracht hanteert Richards de term tenor.

## Metafoor is meer dan simpele vergelijking
De metafoor wordt ten onrechte vaak gezien als uitsluitend een impliciete één-op-één vergelijking. Over het algemeen is de metafoor echter 'rijker' dan de vergelijking. In "Deze politicus is net een kleuter: hij wil altijd zijn zin hebben", is sprake van een eenduidige vergelijking, terwijl men bij de metaforen "Deze politicus is een natuurramp" of "Deze politicus is een nar", langer kan blijven interpreteren, aangezien er meerdere connotaties zijn.

## Taalgroei
Voorbeelden van taalgroei door metaforen:
- "De voet van een stam" is ontstaan uit de betekenisoverdracht van de menselijke voet op het laagste gedeelte van een boomstam, en implicieter, van het menselijke lichaam op de gehele boom, waarbij "stam" bovendien metonymisch (pars pro toto) is voor "boom".
- "Het vertrekpunt van een redenering", is ontstaan door het begin van een redenering impliciet te vergelijken met het begin van een reis.

### Nederlandstalig
- C.F.P. Stutterheim: Het begrip metaphoor. Een taalkundig en wijsgerig onderzoek. Proefschrift Gemeentelijke Universiteit Amsterdam. Amsterdam, Paris, 1941. Digitale versie bij de dbnl
- E.J. van der Spek: Taalmaskerade. Over beeldspraak, metaforen & vergelijkingen. Utrecht, Kosmos-Z&K Uitgevers, 1993. ISBN 90-215-2043-5
- Walter Van Herck: Religie en metafoor. Over het relativisme van het figuurlijke. Leuven, Peeters, 1999. ISBN 90-429-0765-7
- George Lakoff & Mark Johnson: Leven in metaforen. Nijmegen, SUN, 1999. ISBN 90-6168-665-2
- Peter Camp (met Funs Erens, ill.): De gekookte kikker. 400 dierenmetaforen over organisatieverandering. 8e (herz.) druk, 2003. (1e dr. 1991). ISBN 978-90-254-1889-2
- Peter Camp (met Funs Erens, ill.): De paarse krokodil. Nieuwe metaforen over organisatieverandering. Amsterdam, Business Contact, 2006. ISBN 978-90-470-0012-9
- Lemma Metafoor in het Algemeen Letterkundig Lexicon,  G.J. van Bork, D. Delabastita, H. van Gorp, P.J. Verkruijsse en G.J. Vis, 2012, geraadpleegd op 22 april 2021.
- Maarten Asscher: Appels en peren. Lof van de vergelijking. Amsterdam, Uitgeverij Augustus, 2013. ISBN 978-90-450-2522-3

### Engels- en Franstalig
- Max Black: Models and metaphors (1962)
- Paul Ricoeur: La Métaphore vive (1975)
- Donald Davidson: What Metaphors Mean (1978)